# 서비스 검색
서비스 검색 또는 서비스 디스커버리(Service discovery)는 컴퓨터 네트워크에서 장치와 서비스를 자동으로 감지하는 프로세스이다. 사용자와 관리자가 수동으로 구성하는 데 필요한 작업을 줄이는 것을 목표로 한다. 서비스 검색 프로토콜(SDP)은 서비스 검색을 지원하는 네트워크 프로토콜이다.
서비스 검색에는 소프트웨어 에이전트가 사용자의 지속적인 개입 없이 서로의 서비스를 이용할 수 있도록 하는 공통 언어가 필요하다.

## 프로토콜
수많은 서비스 검색 프로토콜이 있으며 다음을 아우른다.
- 블루투스 서비스 검색 프로토콜(SDP)
- 봉주르 (소프트웨어) (예: 애플 에어프린트)
- DNS 서비스 검색(DNS-SD): Zeroconf의 구성 요소
- 도메인 네임 시스템(DNS): 쿠버네티스에서 사용
- 동적 호스트 구성 프로토콜(DHCP)
- 자바 (프로그래밍 언어) 오브젝트를 위한 Jini
- 서비스 위치 프로토콜(SLP)
- 세션 공지 프로토콜(SAP)
- 웹 프록시 자동 검색 프로토콜(WPAD)
- XMPP

## 같이 보기
- 시맨틱 웹